# Japanska F3-mästerskapet 2012
Japanska F3-mästerskapet 2012 var den trettiofjärde säsongen av det japanska F3-mästerskapet. 

## Resultat
| Omgång | Omgång | Bana                          | Datum        | Pole Position   | Snabbaste varv  | Vinnande förare | Vinnande team       | Nationell vinnare |
| ------ | ------ | ----------------------------- | ------------ | --------------- | --------------- | --------------- | ------------------- | ----------------- |
| 1      | R1     | Suzuka Circuit                | 14 april     | Hideki Yamauchi | Richard Bradley | Ryō Hirakawa    | RSS                 | Daiki Sasaki      |
| 1      | R2     | Suzuka Circuit                | 15 april     | Ryō Hirakawa    | Ryō Hirakawa    | Ryō Hirakawa    | RSS                 | Daiki Sasaki      |
| 2      | R1     | Twin Ring Motegi              | 12 maj       | Ryō Hirakawa    | Yuichi Nakayama | Hideki Yamauchi | B-MAX Engineering   | Kazuki Hiramine   |
| 2      | R2     | Twin Ring Motegi              | 13 maj       | Ryō Hirakawa    | Yuichi Nakayama | Yuichi Nakayama | Petronas Team TOM'S | Kazuki Hiramine   |
| 3      | R1     | Fuji Speedway                 | 14 juli      | Ryō Hirakawa    | Ryō Hirakawa    | Ryō Hirakawa    | RSS                 | Kazuki Hiramine   |
| 3      | R2     | Fuji Speedway                 | 15 juli      | Gary Thompson   | Ryō Hirakawa    | Ryō Hirakawa    | RSS                 | Kazuki Hiramine   |
| 4      | R1     | Twin Ring Motegi              | 4 augusti    | Ryō Hirakawa    | Ryō Hirakawa    | Ryō Hirakawa    | RSS                 | Gary Thompson     |
| 4      | R2     | Twin Ring Motegi              | 5 augusti    | Ryō Hirakawa    | Ryō Hirakawa    | Ryō Hirakawa    | RSS                 | Daiki Sasaki      |
| 5      | R1     | Okayama International Circuit | 25 augusti   | Ryō Hirakawa    | Tomoki Nojiri   | Ryō Hirakawa    | RSS                 | Daiki Sasaki      |
| 5      | R2     | Okayama International Circuit | 26 augusti   | Tomoki Nojiri   | Tomoki Nojiri   | Tomoki Nojiri   | HFDP Racing         | Daiki Sasaki      |
| 6      | R1     | Sportsland SUGO               | 22 september | Yuichi Nakayama | Yuichi Nakayama | Yuichi Nakayama | Petronas Team TOM'S | Daiki Sasaki      |
| 6      | R2     | Sportsland SUGO               | 23 september | Yuichi Nakayama | Yuichi Nakayama | Yuichi Nakayama | Petronas Team TOM'S | Daiki Sasaki      |
| 6      | R3     | Sportsland SUGO               | 23 september | Yuichi Nakayama | Yuichi Nakayama | Yuichi Nakayama | Petronas Team TOM'S | Kazuki Hiramine   |
| 7      | R1     | Fuji Speedway                 | 13 oktober   | Yuichi Nakayama | Yuichi Nakayama | Yuichi Nakayama | Petronas Team TOM'S | Daiki Sasaki      |
| 7      | R2     | Fuji Speedway                 | 14 oktober   | Yuichi Nakayama | Yuichi Nakayama | Yuichi Nakayama | Petronas Team TOM'S | Daiki Sasaki      |